# Лихоборы (локомотивное депо)
Локомоти́вное депо́ «Лихобо́ры» — локомотивное депо Московской железной дороги. Единственное депо в пределах МКАД (с учётом филиалов «Люблино» и «Подмосковная»), обслуживающее только тепловозы. До середины 2022 года занималось ремонтом и эксплуатацией тягового подвижного состава, впоследствии стало использоваться для размещения музейного подвижного состава Музея Московской железной дороги, хотя к депо остаются приписанными несколько тепловозов. На его территории установлен памятник воинам-железнодорожникам и расположен подвижной состав.

## История депо
Прежнее обозначение — «ТЧ-15» (сейчас «ТЧЭ-2»). На данный момент на базе старого локомотивного депо «Лихоборы» образованы три предприятия: эксплуатационное локомотивное депо «Лихоборы-Окружные» (ТЧЭ-2), ремонтное локомотивное депо «Лихоборы» (ТЧР-15) и сервисное локомотивное депо «Лихоборы» («СЛД-26»). В депо имеется поворотный круг.
На основании приказа № 58/Н от 02.11.1965 депо специализировалось на подъёмочном, большом и малом периодическом ремонтах тепловозов ТЭМ1, ТЭМ2, ТЭ2 и малом периодическом ТЭ3.
С 2005 год по июль 2009 года — депо было упразднено и являлось производственным участком депо Люблино.
В связи с реорганизацией локомотивного хозяйства ОАО «РЖД» на основании приказа № 156/Н от 15.06.09 локомотивное депо разделено на ремонтное локомотивное депо «ТЧР-15» — структурное подразделение Дирекции по ремонту тягового подвижного состава Московской ж. д. и эксплуатационное локомотивное депо «ТЧЭ-2» «Лихоборы-Окружные» — структурное подразделение Московско-Курского отделения Московской ж. д.
Депо имеет филиалы на станции Серпухов (ФТЧ-81), Подмосковная и Люблино

## Тяговые плечи
Депо обслуживало грузоперевозки на 3 главном пути Московского центрального кольца, осуществляемые преимущественно в ночные перерывы в пассажирском движении и по выходным дням, а также передачу составов с кольца на радиальные направления по неэлектрифицированным соединительным ветвям.
Помимо тепловозного движения, в депо имелось и электровозное, которое обслуживалось локомотивными бригадами на грузовых электровозах (ВЛ10, ВЛ10у, ВЛ10к, ВЛ11, ВЛ11у, ВЛ11м). Своих электровозов в депо нет, однако, грузовые поезда отправляются на следующие направления:
- Люблино — Орехово
- Люблино — Вековка
- Люблино — Бекасово
- Люблино — Рыбное
- Люблино — Тула

## Подвижной состав

### Музейный
С середины 2022 года депо используется преимущественно для размещения исторического подвижного состава Музея истории развития железнодорожного транспорта Московской железной дороги, размещавшегося ранее на Рижском вокзале, однако депо остаётся закрытым для свободного посещения и увидеть музейные поезда можно только из-за забора или с надземного пешеходного перехода над путями. В дальнейшем на территории депо планируется открытие музея, однако дата открытия остаётся неопределённой.

### Исторический и действующий

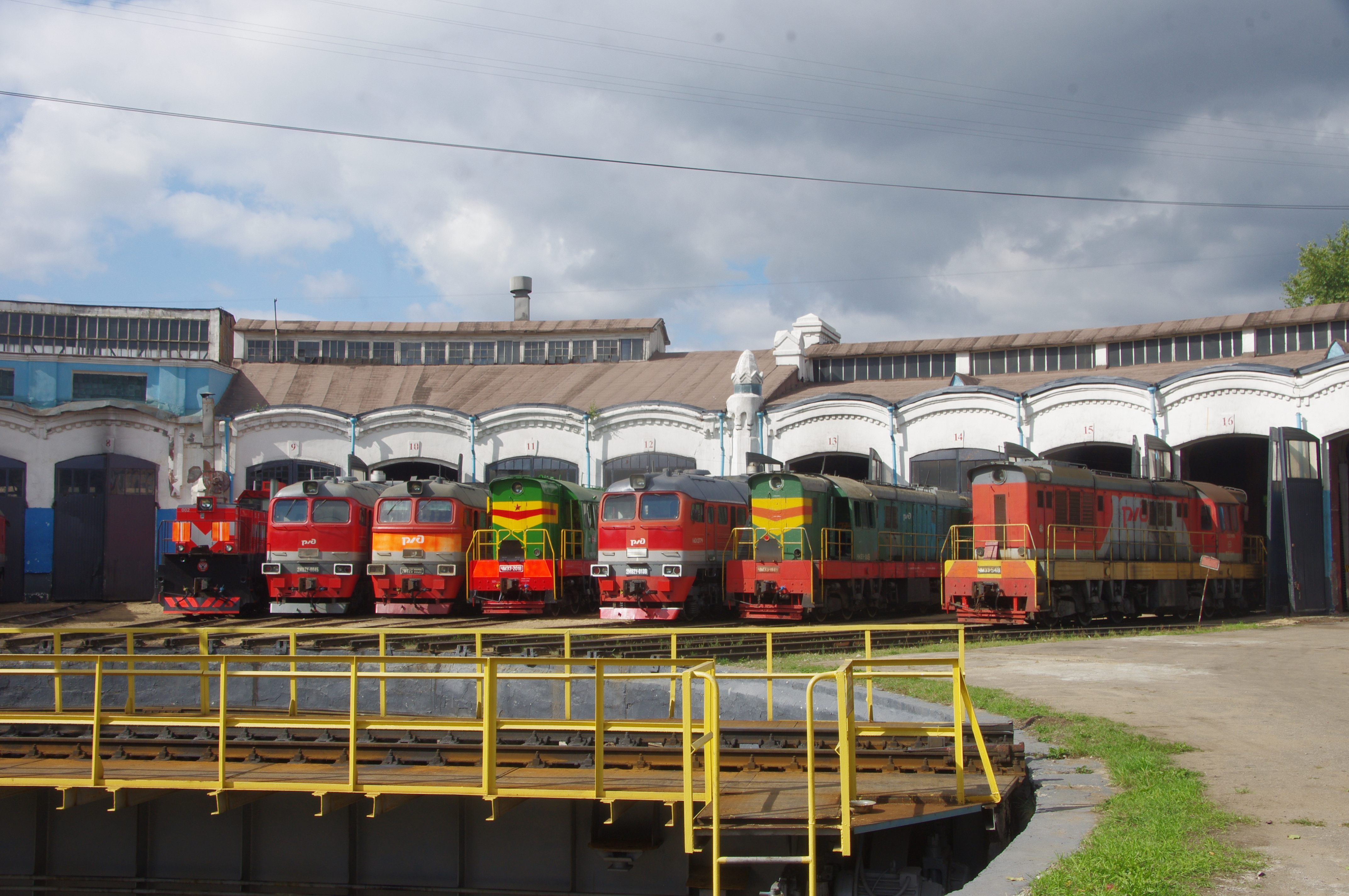
Тепловозы на веере

В 2000-е и 2010-е годы основу парка депо составляли магистральные тепловозы 2М62 и 2М62У, используемые для вождения большинства грузовых составов (включая транзитные), а также маневровые тепловозы ЧМЭ3 разных индексов, используемые для вождения небольших грузовых составов, маневровых работ на станциях и грузовых перевозок на территорию промышленных предприятий. Также к депо был приписан парк маневровых тепловозов ТЭМ7А и один работающий на газу тепловоз ТЭМ18Г. В связи со снижением объёма грузового движения на Малом кольце МЖД значительная часть тепловозов, включая ТЭМ18Г, многие ЧМЭ3 и некоторые 2М62 находились на консервации. С середины 2022 года в связи с перепрофилированием депо под будущий музей и размещением на его территории музейных поездов, на балансе депо осталось лишь несколько работающих тепловозов 2М62.
Первоначально в депо Лихоборы-Окружные эксплуатировались паровозы разных моделей, включая магистральные Э, СО, Л и маневровые 9Пм. С середины 1950-х годов паровозы начали заменяться тепловозами. Первоначально в депо поступали магистральные двухсекционные тепловозы ТЭ2, а в 1960-х — более мощные ТЭ3, которые составили основу парка, заменив все паровозы. Для маневровых работ с конца 1950-х годов использовались тепловозы ТЭМ1, а чуть позднее — несколько ТЭМ2. Также к депо в малых количествах были приписаны маневровые тепловозы ВМЭ1, ТГМ1 и ТЭМ4 и один магистральный пассажирский тепловоз ТЭ7 для правительственных поездов.
В 1980-е годы произошло обновление парка подвижного состава, в ходе которого все магистральные тепловозы ТЭ2 и ТЭ3 и маневровые ТЭМ1 были списаны или переданы на другие дороги. Вместо них поступили магистральные тепловозы 2М62 и 2М62У и маневровые ЧМЭ3, эксплуатируемые по настоящее время. Частичное обновление парка маневровых локомотивов в депо произошло в конце 2000-х — первой половине 2010-х годов, когда в депо поступили тепловозы ТЭМ18Г, ТЭМ-ТМХ и ТЭМ7А. Тепловозы ТЭМ-ТМХ работали в депо с 2013 по 2015 годы.
Четыре автомотрисы АЧ2, находящиеся на балансе депо, переданы в АХЦ, но по-прежнему обслуживаются бригадами эксплуатационного локомотивного депо Лихоборы-Окружные.

## Начальники депо
- Семёнов Юрий Михайлович (?—?)
- Кузнецов Константин Геннадиевич (2019—2022)
- Комаров Николай Леонидович (с 2022 г.)